# Piknikový koš

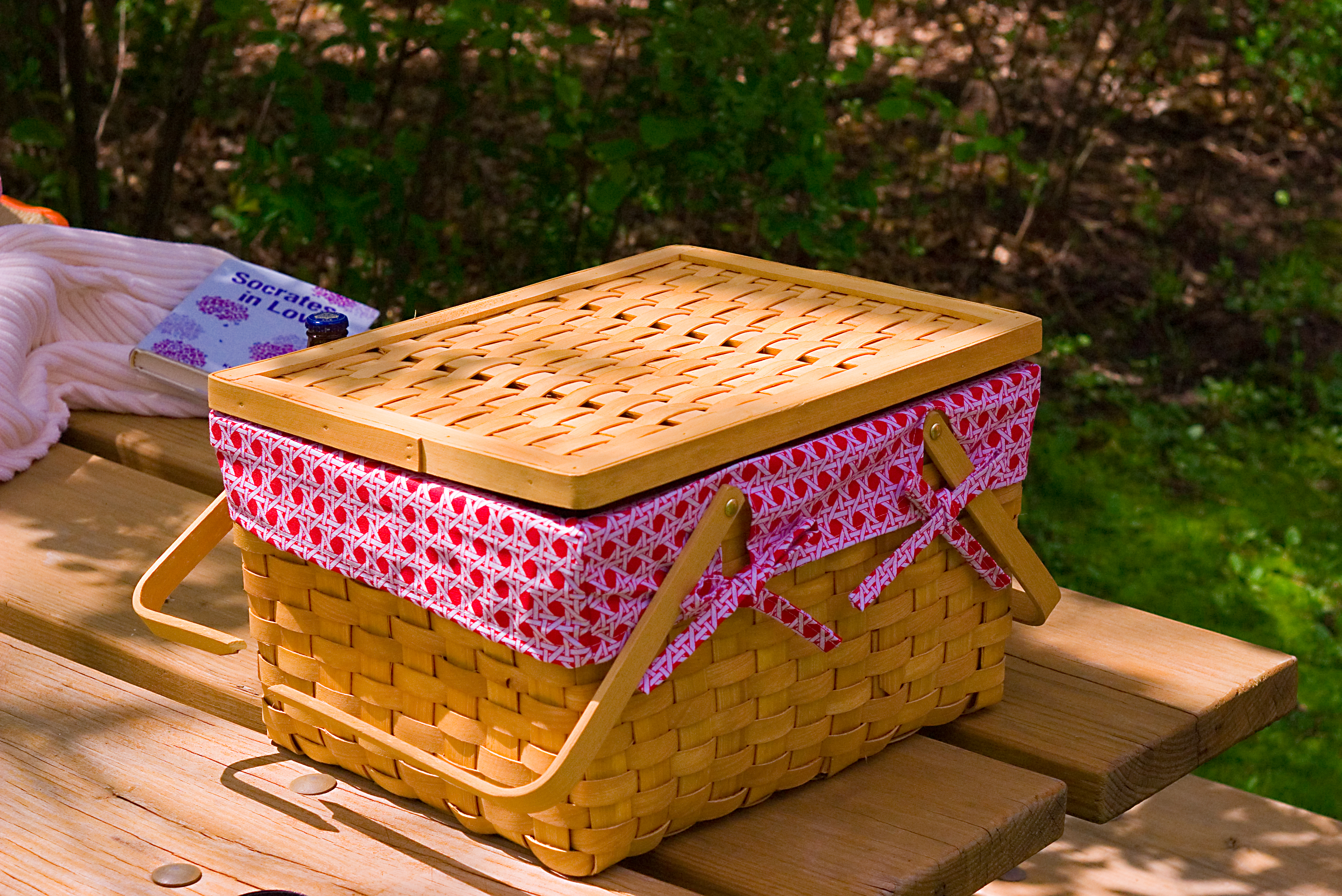
Piknikový koš

Piknikový koš je koš, který slouží k přenosu potravin z místa zhotovení k místu podávání.
Původně byl zcela jednoduchý a skromný. Novější piknikové koše mohou být poměrně velké a komplikované, s izolovanými prostory k uspořádání teplých a studených jídel a nádobí včetně sklenic a porcelánových talířků, které jsou zajištěny v kapsách spolu s příbory, kořením apod. Některé piknikové koše mají speciální skladovací část, která přidržuje i např. láhev vína.